# Список памятников истории и культуры Белореченска
Список памятников истории и культуры Белореченска составлен по данным «Каталога памятников истории и культуры Краснодарского края» и уточнён в соответствии с Законом Краснодарского края от 17 августа 2000 года № 313-КЗ «О перечне объектов культурного наследия (памятников истории и культуры), расположенных на территории Краснодарского края» .
| Код объекта                              | Наименование объекта | Местоположение | Координаты                      | Иллюстрация |
| ---------------------------------------- | --- | --- | ------------------------------- | ----------- |
| Объект культурного наследия № 2300624000 | Здание, где размещался Белореченский станичный ревком, 1918 г.                                                                                    | г. Белореченск, ул. Калинина, 208                                                                                            | 44°45′53″ с. ш. 39°51′29″ в. д. | Фото        |
|                                          | Дом заезжий купца Иконникова, 1907 г. | г. Белореченск, ул. Красная, 65                                                                                              | 44°45′53″ с. ш. 39°52′04″ в. д. | Фото        |
| Объект культурного наследия № 2300623000 | Здание, где находился штаб Таманской Красной Армии, 1918 г.                                                                                       | г. Белореченск, ул. Мира, 100                                                                                                | 44°45′47″ с. ш. 39°52′26″ в. д. | Фото        |
|                                          | Дом культуры железнодорожников, 1929 г. | г. Белореченск, ул. Свердлова, 3                                                                                             | 44°45′12″ с. ш. 39°53′20″ в. д. | Фото        |
| Объект культурного наследия № 2300628000 | Здание, где выступал председатель ВЦИК М. И. Калинин, 14 февраля 1921 г.                                                                          | г. Белореченск, ул. 40-летия Октября, 29                                                                                     | 44°45′47″ с. ш. 39°51′28″ в. д. | Фото        |
| Объект культурного наследия № 2300629000 | Здание, где располагался Белореченский станичный совет, 1918 г.                                                                                   | г. Белореченск, ул. 40-летия Октября, 42                                                                                     | 44°45′59″ с. ш. 39°51′59″ в. д. | Фото        |
|                                          | Дом священника | г. Белореченск, ул. Шалимова, 13                                                                                             | 44°45′58″ с. ш. 39°51′54″ в. д. | Фото        |
| Объект культурного наследия № 2300636000 | Братская могила военнопленных и колхозников, сожженных фашистскими оккупантами, январь 1943 г.                                                    | г. Белореченск, у въезда в город со стороны г. Краснодара, 900 м справа, в границах земель Родниковского сельского поселения | 44°48′33″ с. ш. 39°50′30″ в. д. | Фото        |
| Объект культурного наследия № 2300632000 | Могила И. С. Жидкова (1923—1977), Героя Советского Союза                                                                                          | г. Белореченск, городское кладбище (новое), участок № 3                                                                      | 44°45′45″ с. ш. 39°54′39″ в. д. | Фото        |
| Объект культурного наследия № 2300633000 | Могила М. А. Маренкова (1912—1969), Героя Советского Союза                                                                                        | г. Белореченск, городское кладбище (новое), участок № 2                                                                      | 44°45′45″ с. ш. 39°54′39″ в. д. | Фото        |
| Объект культурного наследия № 2300634000 | Могила К. Г. Прокоповой (1902—1973), Героя Социалистического Труда                                                                                | г. Белореченск, кладбище | 44°45′45″ с. ш. 39°54′39″ в. д. | Фото        |
| Объект культурного наследия № 2300625000 | Обелиск 130 колхозникам, погибшим в годы Великой Отечественной войны, 1975 г.                                                                     | г. Белореченск, угол ул. К. Либкнехта и ул. Толстого                                                                         | 44°46′29″ с. ш. 39°52′07″ в. д. | Фото        |
| Объект культурного наследия № 2300630000 | Памятный знак в честь 50-летия Советской власти, 1967 г.                                                                                          | г. Белореченск, центр, площадь им. 50-летия Советской власти                                                                 | 44°45′59″ с. ш. 39°52′05″ в. д. | Фото        |
| Объект культурного наследия № 2300625000 | Памятник учителям и учащимся средней школы № 68, погибшим в годы Великой Отечественной войны, 1970 г., скульптор Лапко                            | г. Белореченск, ул. Свердлова, 1, территория средней школы № 68                                                              | 44°45′08″ с. ш. 39°53′11″ в. д. | Фото        |
| Объект культурного наследия № 2300646000 | Памятник В. И. Ленину | г. Белореченск, паровозное депо железнодорожной станции «Белореченская»                                                      |                                 | Фото        |
| Объект культурного наследия № 2300639000 | Памятник В. И. Ленину, 1960 г. | г. Белореченск, ул. Свердлова, у средней школы № 68                                                                          | 44°45′08″ с. ш. 39°53′11″ в. д. | Фото        |
| Объект культурного наследия № 2300643000 | Памятник В. И. Ленину, 1962 г. | г. Белореченск, ул. Ленина, территория Городского парка культуры и отдыха                                                    | 44°45′35″ с. ш. 39°52′24″ в. д. | Фото        |
| Объект культурного наследия № 2300638000 | Памятник В. И. Ленину, 1967 г. | г. Белореченск, Привокзальная площадь                                                                                        | 44°45′12″ с. ш. 39°53′37″ в. д. | Фото        |
| Объект культурного наследия № 2300622000 | Мемориальный комплекс: памятник воинам, погибшим в годы Гражданской и Великой Отечественной войн                                                  | г. Белореченск, ул. Красная, городской парк Победы, у районного Дома культуры                                                | 44°45′45″ с. ш. 39°51′33″ в. д. | Фото        |
| Объект культурного наследия № 2300635000 | Мемориальный комплекс: братские могилы воинов и мирных жителей, погибших в годы Гражданской и Великой Отечественной войн, 1918—1928, 1942—1943 г. | г. Белореченск, ул. Красная, городской парк Победы, у районного Дома культуры                                                | 44°45′45″ с. ш. 39°51′33″ в. д. | Фото        |
| Объект культурного наследия № 2300640000 | Аллея писателей: бюсты А. С. Пушкина, М. Ю. Лермонтова, Л. Н. Толстого, А. П. Чехова, A. M. Горького, В. В. Маяковского, 1960 г.                  | г. Белореченск, ул. Свердлова, 1, территория средней школы № 68                                                              | 44°45′08″ с. ш. 39°53′11″ в. д. | Фото        |
|                                          | Ансамбль, 1913 год: здание школы, дом учителей | г. Белореченск, ул. Ленина, 90                                                                                               | 44°46′14″ с. ш. 39°51′51″ в. д. | Фото        |
| Объект культурного наследия № 2300626000 | Памятное место, где 5 мая 1920 года был организован Союз молодежи железнодорожной станции «Белореченская»                                         | г. Белореченск, ул. Свердлова, 3, территория парка железнодорожников                                                         | 44°45′11″ с. ш. 39°53′18″ в. д. | Фото        |